# کانوی (ماساچوست)
کانوی(به انگلیسی: Conway) شهرکی در شهرستان فرانکلین ایالت ماساچوست می‌باشد که در سال ۱۷۷۵ بنیان‌گذاری شده‌است. این شهرک در سرشماری سال ۲۰۱۰ میلادی، ۱٬۸۹۷ نفر جمعیت داشته‌است.